# Municipio de Ímuris
El municipio de Imuris es uno de los 72 municipios del estado mexicano de Sonora. Su cabecera municipal es Imuris.

## Localidades
| Localidad               | Población |
| Total Municipio en 2015 | 12,812    |
| Ímuris                  | 6,841     |
| Campo Carretero         | 1,252     |
| El Crucero              | 674       |
| La Estación             | 664       |
| Terrenate               | 461       |
| Los Janos               | 434       |
| La Mesa                 | 431       |
| Invernadero Cris-P      | 319       |
| Cañada del Diablo       | 210       |
| Ganfer                  | 210       |
| Estación Cumeral        | 168       |
| Las Viguitas            | 106       |

## Gobierno

### Presidentes municipales
| Presidente municipal             | Período               | Partido político | Notas                               |
| Hilario Gabiolondo               |                       |                  |                                     |
| Juan de Dios Cubillas            |                       |                  |                                     |
| Tiburcio Soto                    |                       |                  |                                     |
| Miguel Estrella                  |                       |                  |                                     |
| Domingo Soto                     |                       |                  |                                     |
| Gabriel Corella                  |                       |                  |                                     |
| Rafael Q. Corella                |                       |                  |                                     |
| Jerónimo Calera                  |                       |                  |                                     |
| Ignacio Córdova                  |                       |                  |                                     |
| Pablo González                   |                       |                  |                                     |
| Simón Federico                   | 1915–1916             |                  |                                     |
| Arturo Ortiz                     | 1916–1917             |                  |                                     |
| José María Peña                  | 1917–1918             |                  |                                     |
| Teodoro G. Lizárraga             | 1918–1919             |                  |                                     |
| Manuel Díaz                      | 1919–1920             |                  |                                     |
| Francisco S. Soto                | 1921–1922             |                  |                                     |
| Francisco F. Bartell             | 1922–1923             |                  |                                     |
| Vicente S. Soto                  | 1923–1924             |                  |                                     |
| Pablo González                   | 1924–1925             |                  |                                     |
| Rafael N. Corella                | 1925–1926             |                  |                                     |
| Guadalupe Egurrola               | 1926–1927             |                  |                                     |
| Eduardo Molina                   | 1927–1928             |                  |                                     |
| Ramón S. Soto                    | 1928–1929             |                  |                                     |
| Rafael N. Corella                | 1929–1930             | PNR              |                                     |
| Rafael Bonillas P.               | 1930–1931             | PNR              |                                     |
| Francisco S. Soto                | 1931–1932             | PNR              |                                     |
| Francisco F. Molina              | 1932–1933             | PNR              |                                     |
| Cerbulo S. Soto                  | 1933–1935             | PNR              |                                     |
| Ramón R. López                   | 1935–1937             | PNR              |                                     |
| Luis Proto Barreda               | 1937–1939             | PNR              |                                     |
| Cerbulo S. Soto                  | 1939–1941             | PRM              |                                     |
| Roberto M. Aldaco                | 1941–1943             | PRM              |                                     |
| Federico Egurrola S.             | 1943–1946             | PRM              |                                     |
| Enrique Ceceña                   | 1946–1949             | PRI              |                                     |
| Roberto R. López                 | 1949–1952             | PRI              |                                     |
| Juan L. Soto                     | 1952–1955             | PRI              |                                     |
| Edgardo Peralta                  | 1955–1958             | PRI              |                                     |
| Carlos Corella S.                | 1958–1961             | PRI              |                                     |
| Heriberto Lizárraga V.           | 1961–1964             | PRI              |                                     |
| Alfonso Soto Bartell             | 1964–1967             | PRI              |                                     |
| Roberto Egurrola Tapia           | 1967–1970             | PRI              |                                     |
| Carlos Federico Vera             | 1970–1973             | PRI              |                                     |
| Raúl Ramírez Ochoa               | 1973–1976             | PRI              |                                     |
| José R. Rentería Montijo         | 1976–1979             | PRI              |                                     |
| Ernesto Valenzuela Bonillas      | 1979–1982             | PRI              |                                     |
| Concepción Bermúdez López        | 1982–1985             | PRI              |                                     |
| José Luis Lizárraga Ballesteros  | 1985–1988             | PRI              |                                     |
| Víctor Manuel Soto Silva         | 1988–1991             | PRI              |                                     |
| Sacramento Soto Andrade          | 1991–1994             | PRI              |                                     |
| Reynaldo Alberto Corella Vázquez | 1994–1997             | PRI              |                                     |
| Eliodoro Rascón Amavizca         | 1997–2000             | PAN              |                                     |
| Josefina Aurelia Romero Salazar  | 2000–2003             | PRI              |                                     |
| Manuel Octavio Fernández Moreno  | 16-09-2003–15-09-2006 | PRI              |                                     |
| Carlos Gallego Aguilar           | 16-09-2006–15-09-2009 | PVEM             |                                     |
| Juan Gómez López                 | 16-09-2009–15-09-2012 | PAN              |                                     |
| José David Hernández Rodríguez   | 16/09-2012–15-09-2015 | PRI              |                                     |
| Carlos Gallego Aguilar           | 16-09-2015–15-09-2018 | PAN              |                                     |
| Jesús Alberto Rentería Vásquez   | 16-09-2018–15-09-2021 | PT Morena PES    | Coalición "Juntos Haremos Historia" |
| Jesús Leonardo García Acedo      | 16-09-2021–15-09-2024 | PRI              |                                     |
| Jesús Leonardo García Acedo      | 16-09-2024–           | PRI              | Fue reelegido                       |